# Schönstattkapellen

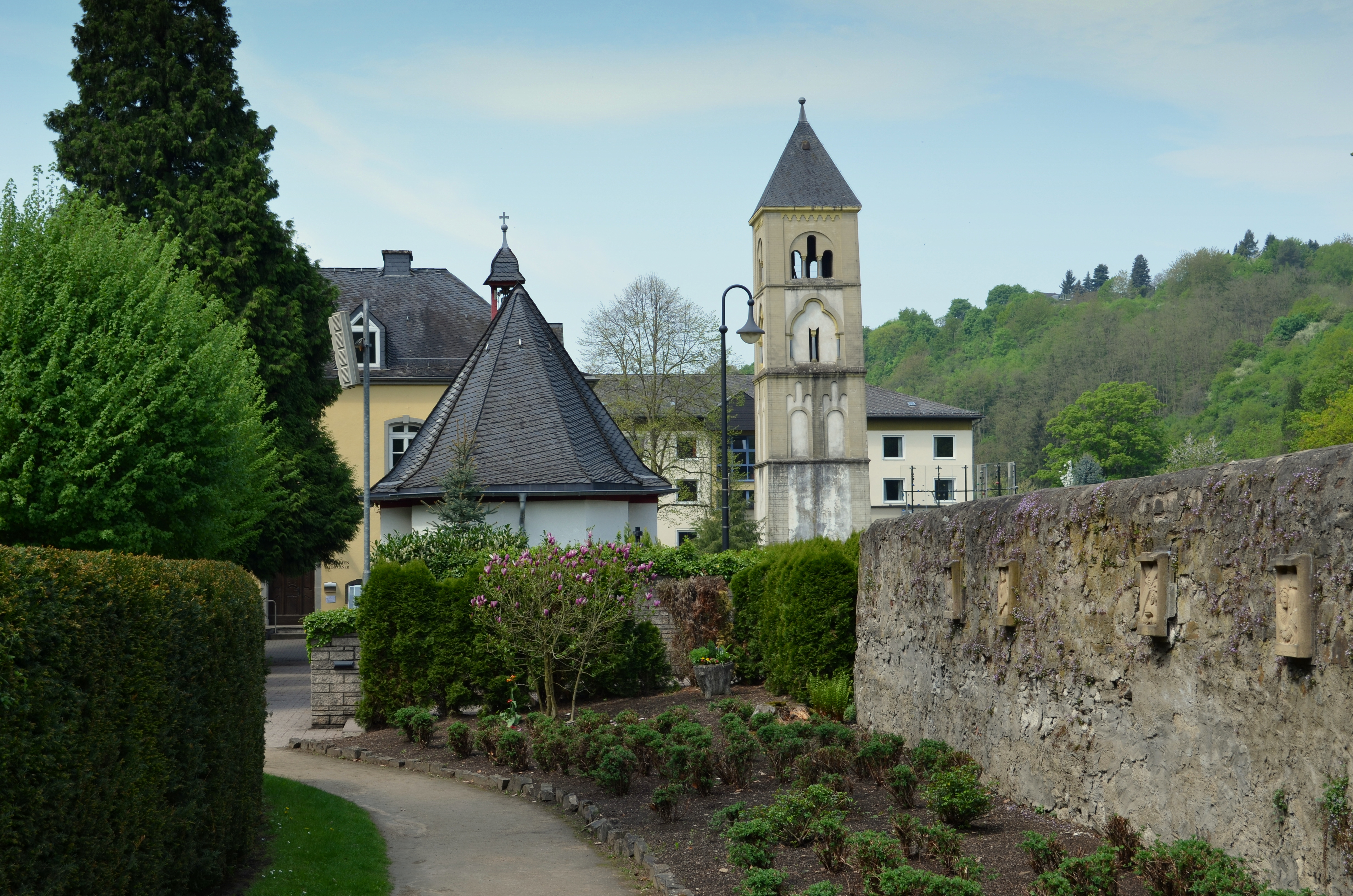
Schönstatt, oerheiligdom en de toren van de oude kloosterkerk

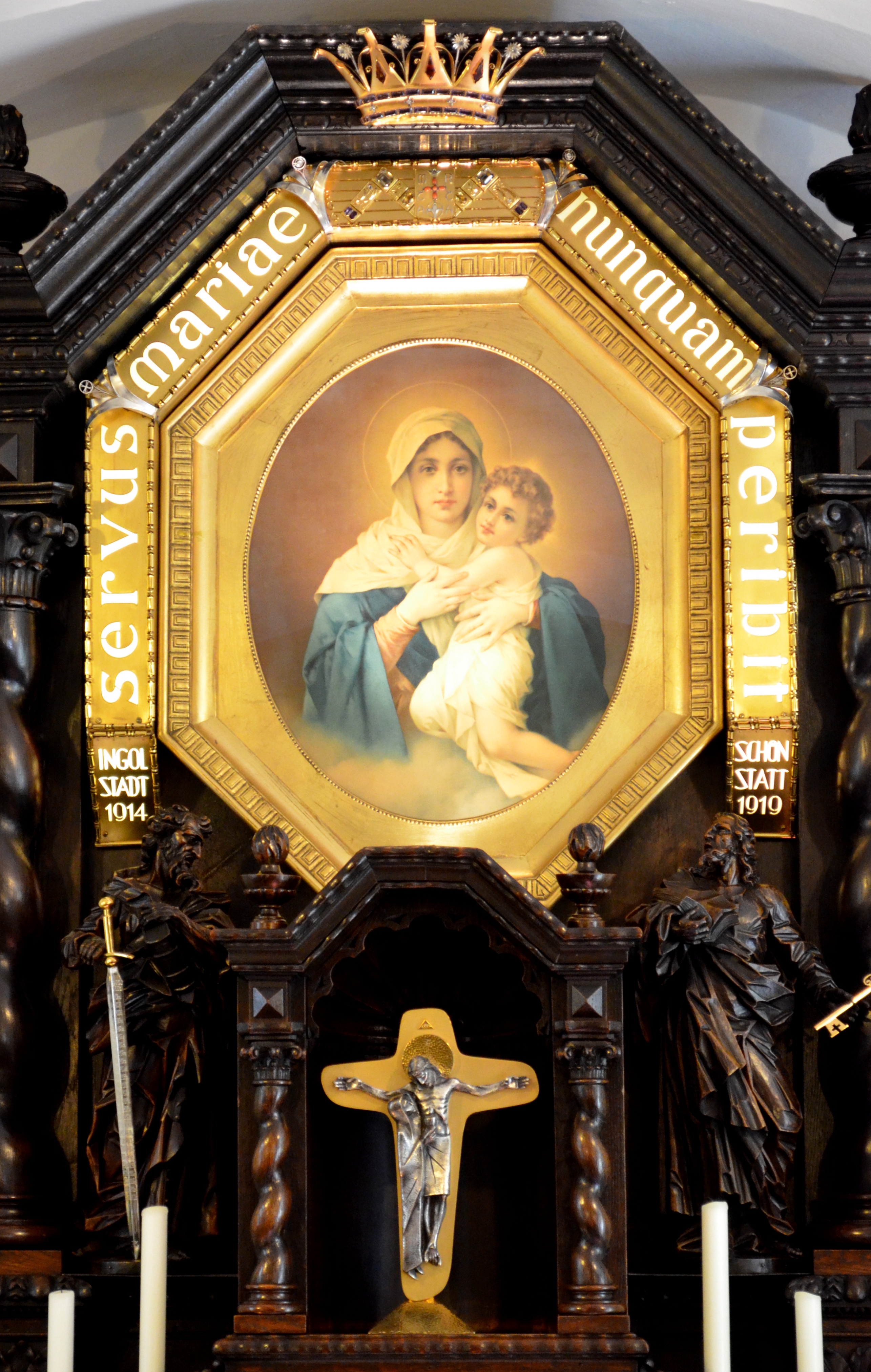
Schönstatt altaar (van het oerheiligdom)

Schönstattheiligdommen zijn kleine kapellen die als replica's van het oerheiligdom in Schönstatt bij de Duitse plaats Vallendar in vele nationale en internationale centra van de Schönstatt-beweging staan. Wereldwijd zijn er bijna 200 kapellen, waarvan 56 in Duitsland, 29 in de rest van Europa en 75 in Zuid-Amerika staan.

## Interieur
Het altaarschilderij in alle kapellen is een voorstelling van Maria en het Jezuskind, een kopie van het schilderij Refugio Peccatorum (Toevlucht der zondaars) van Luigi Crosio. Om het genadebeeld zijn de woorden servus mariae nunquam peribit aangebracht (een dienaar van Maria gaat nimmer te gronde).

## Het oerheiligdom
In 1914 sloot pater Josef Kentenich met enige medestanders in 1914 in het oerheiligdom een verbond en stichtte daarmee de Schönstatt-beweging. Daarmee kreeg de van oorsprong middeleeuwse kapel een nieuwe betekenis als geestelijk en symbolisch centrum van de Schönstatt-beweging.
De aan de aartsengel Michaël gewijde kapel was de kapel van het kerkhof van het op 4 oktober 1143 opgerichte Augustijner klooster Schönstatt en werd op 28 september 1319 voor het eerst genoemd. De oudste fundamenten gaan echter terug op de 12e eeuw.
Nadat het klooster in het jaar 1567 werd gesloten, wisselden de bezitters regelmatig. Grote delen van het kloostergebied werden in de Dertigjarige Oorlog verwoest, waaronder ook de kapel, die echter in 1681 werd herbouwd. Vanaf 1812 raakte de kapel de oorspronkelijke bestemming kwijt en werd het gebouw gebruikt als opslagplaats. Tegen het einde van de 19e eeuw kwam het terrein in het bezit van de familie Dorsemagen, die de kapel als gebedsruimte in gebruik nam. In 1901 vestigden de Pallottijnen zich in Vallendar. Zij gebruikten het kapelletje weer voor de viering van heilige missen. Nadat de Pallottijnen in 1912 hun activiteiten verplaatsten naar de berg Schönstatt, werd de afbraak van de kapel overwogen. Pater Kentenich verzocht echter in de zomer van 1914 om de Michaëlskapel als plek voor de door hem opgerichte Mariale Congregatie te mogen gebruiken. De kapel kreeg een nieuwe inrichting en op 18 oktober vond er de eerste bijeenkomst van de congregatie plaats, die later als het stichtingsmoment van de Schönstatt-beweging wordt beschouwd.
Sinds 1947 is het een erkende bedevaartsplek van de rooms-katholieke kerk. Jaarlijks bezoeken grote aantallen pelgrims uit de gehele wereld de kapel.

## Afbeeldingen replica's

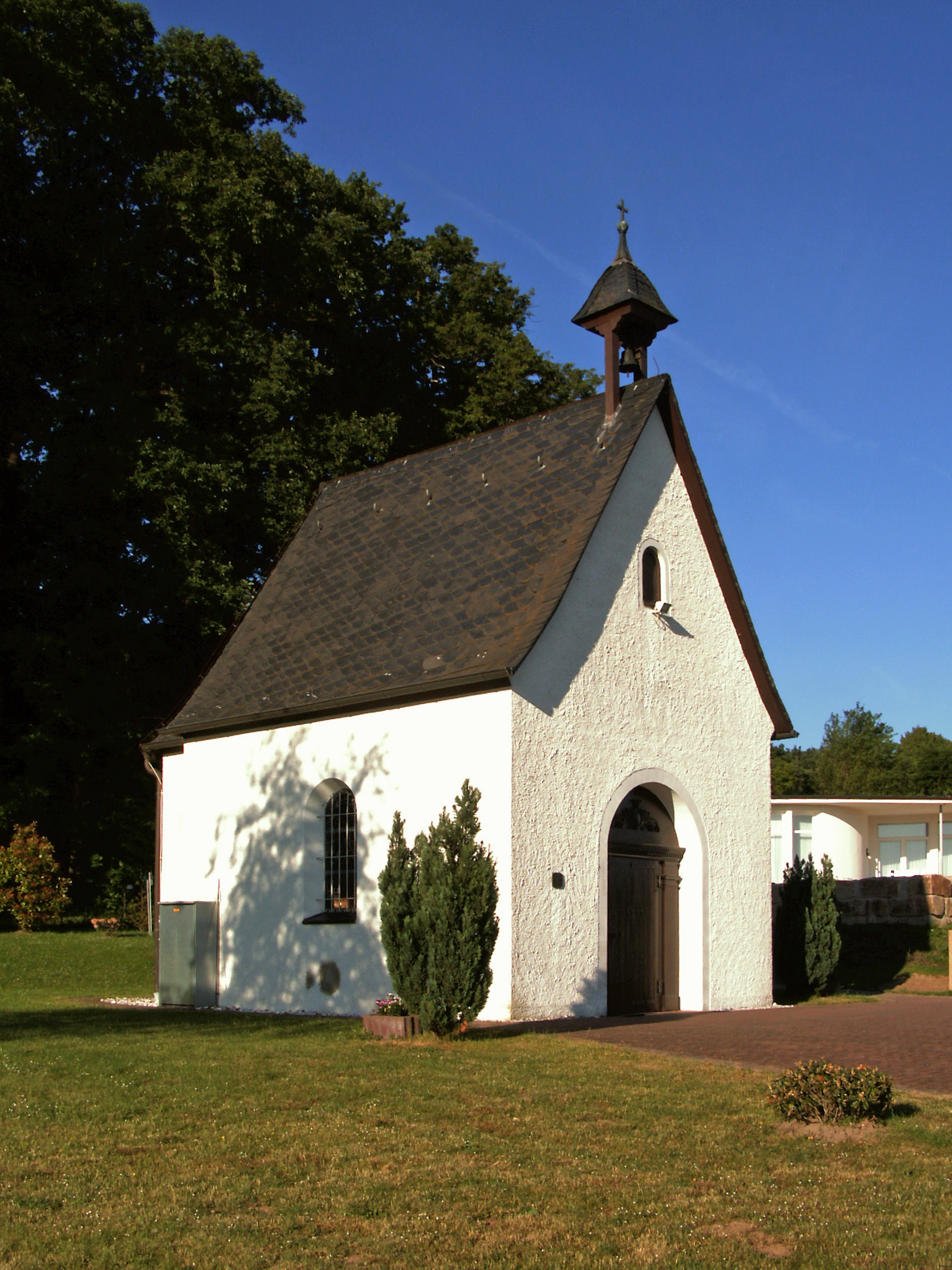
Bad Salzdetfurth, Duitsland
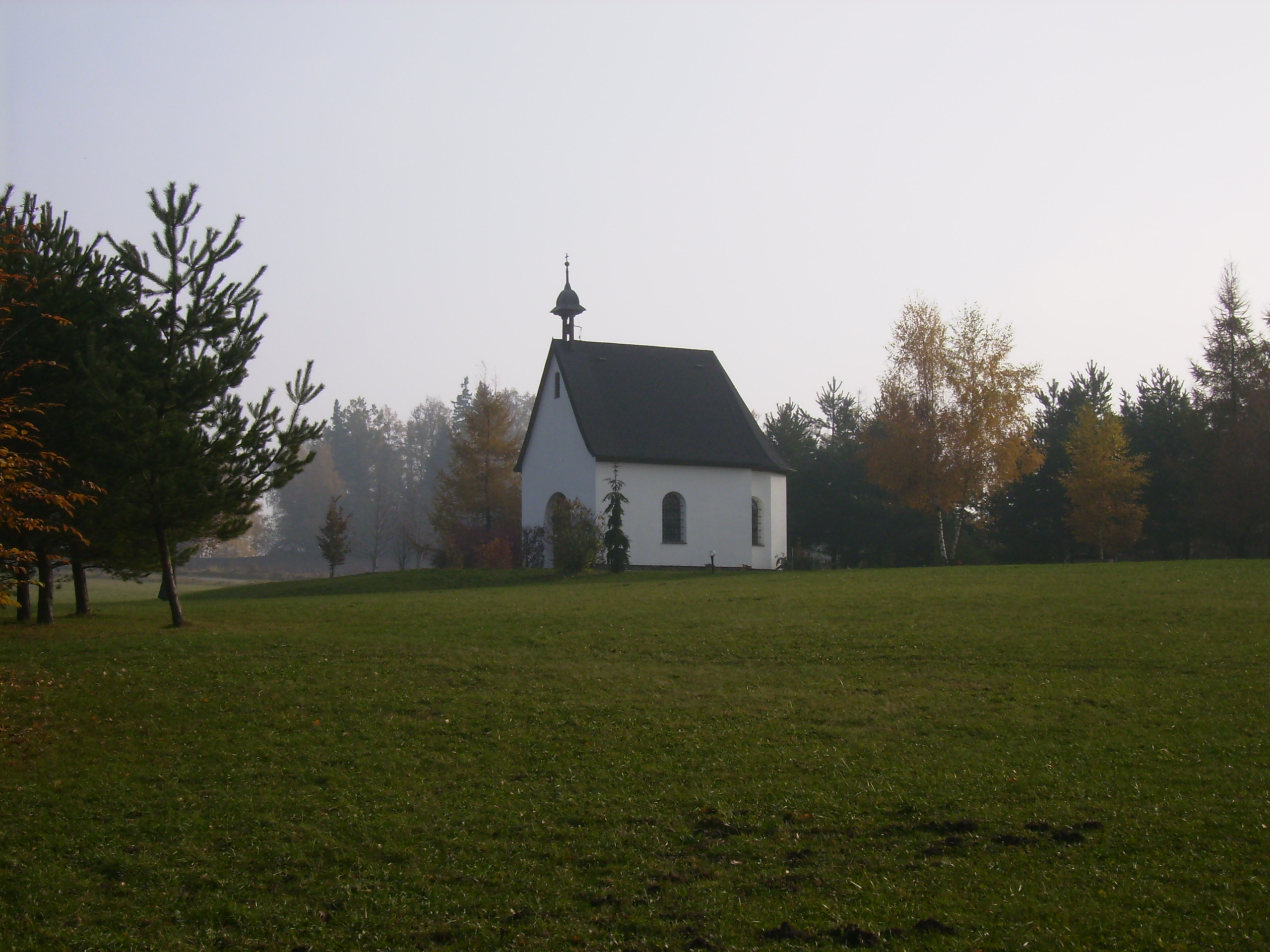
Kapel in Tsjechië
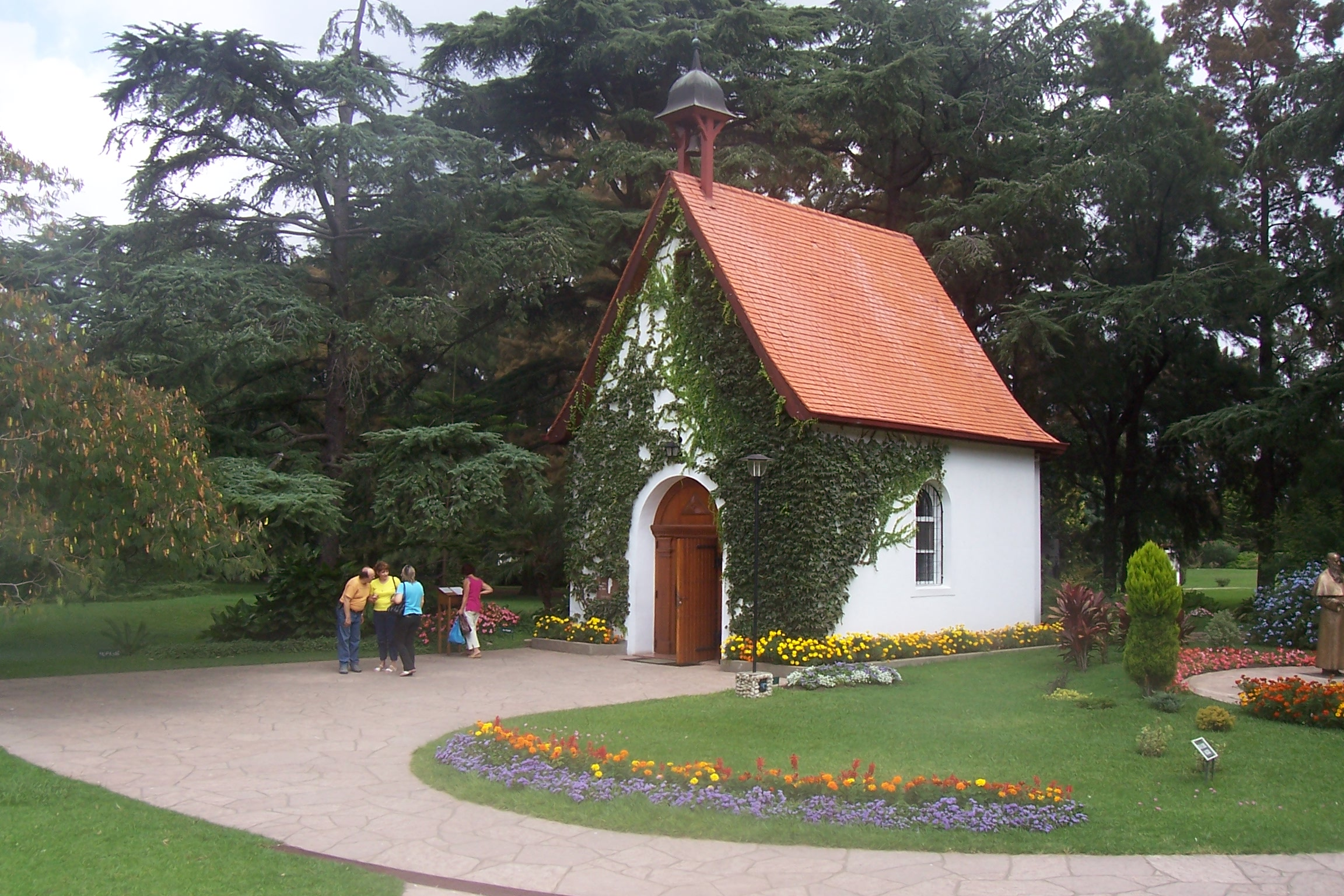
Florencio Varela, Argentinië
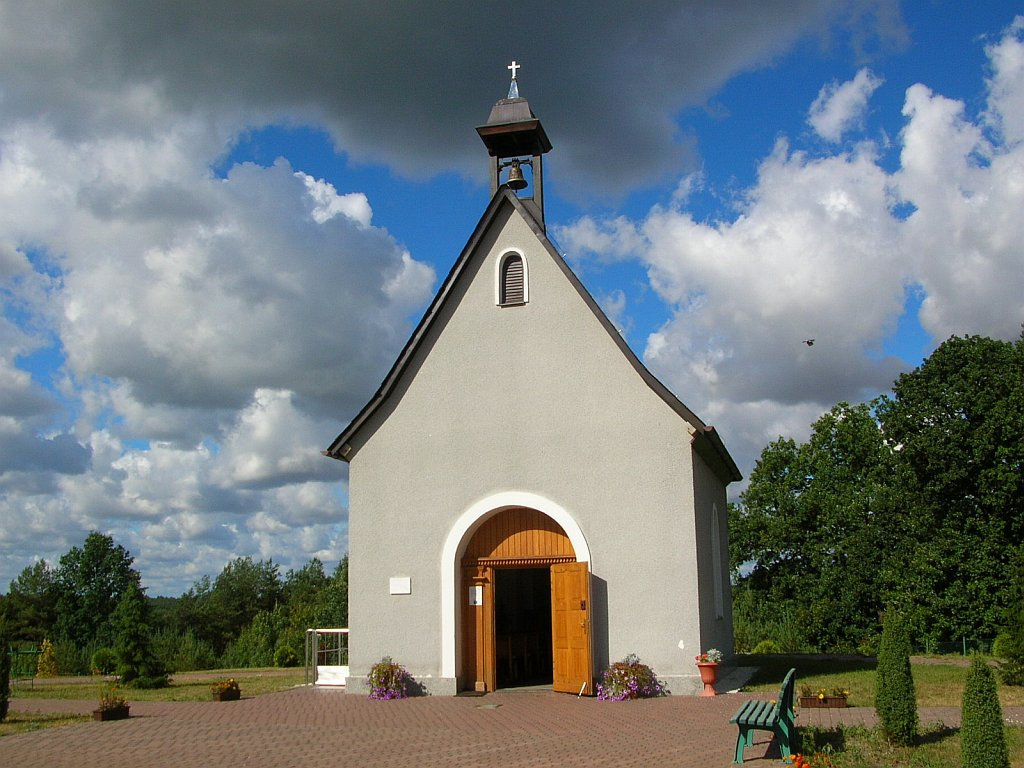
Bydgoszcz, Polen
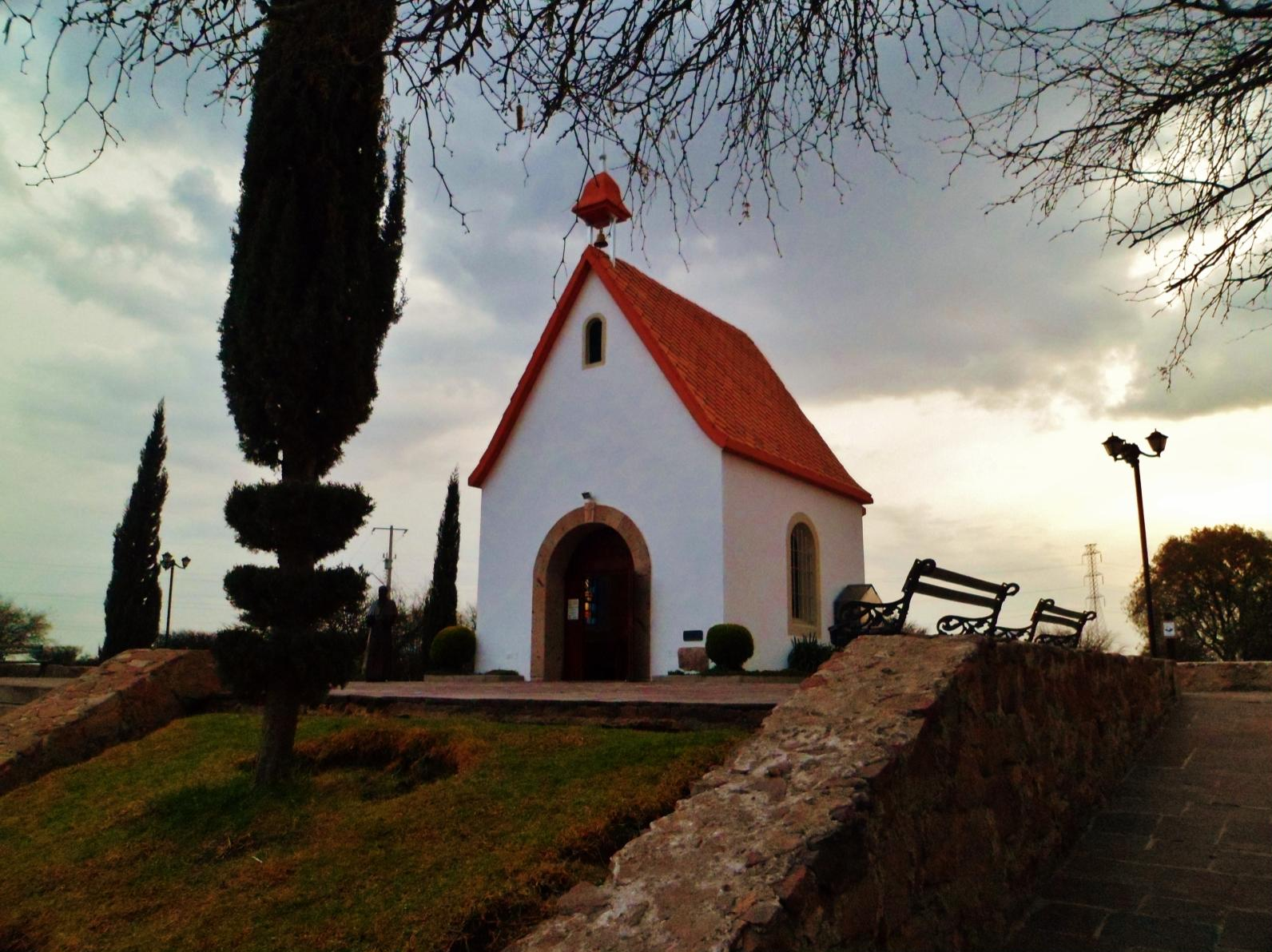
San Luis Potosi, Mexico

## Verspreiding
| Land                   | aantal |
| ---------------------- | ------ |
| Duitsland              | 56     |
| Brazilië               | 22     |
| Chili                  | 21     |
| Argentinië             | 19     |
| Verenigde Staten       | 9      |
| Zwitserland            | 7      |
| Polen                  | 6      |
| Zuid-Afrika            | 5      |
| India                  | 5      |
| Ecuador                | 4      |
| Puerto Rico            | 4      |
| Portugal               | 4      |
| Mexico                 | 4      |
| Australië              | 3      |
| Spanje                 | 3      |
| Paraguay               | 3      |
| Burundi                | 2      |
| Dominicaanse Republiek | 2      |
| Verenigd Koninkrijk    | 2      |
| Colombia               | 2      |
| Italië                 | 2      |
| Peru                   | 2      |
| Uruguay                | 1      |
| Tanzania               | 1      |
| Frankrijk              | 1      |
| Oostenrijk             | 1      |
| Bolivië                | 1      |
| Tsjechië               | 1      |
| Filipijnen             | 1      |
| Nigeria                | 1      |
| Hongarije              | 1      |
| Kroatië                | 1      |

| Continent      | aantal |
| -------------- | ------ |
| Europa         | 85     |
| Zuid-Amerika   | 75     |
| Noord-Amerika  | 13     |
| Afrika         | 9      |
| Midden-Amerika | 6      |
| Azië           | 5      |
| Oceanië        | 4      |